# 51 Eskadra Rozpoznawcza
51 eskadra liniowa (rozpoznawcza) – pododdział lotnictwa Wojska Polskiego w II Rzeczypospolitej.
W kampanii wrześniowej 1939 eskadra walczyła w składzie Samodzielnej Grupy Operacyjnej „Narew”, operując z lotnisk polowych: Rynek, Zalesie i Ceranów. Po rozbiciu SGO przegrupowała się w rejon Brześcia i tam wykonywała loty na korzyść Naczelnego Wodza. 17 września jeden sprawny samolot przekroczył granicę rumuńską. Piloci eskadry walczyli później w Polskich Siłach Zbrojnych.
1 września eskadra posiadała 7 samolotów PZL.23B Karaś. W toku działań utraciła 6 samolotów, poległo 4 członków personelu latającego, 9 uznano za zaginionych. Samoloty eskadry wykonały 22 zadania bojowe, 4 loty łącznikowe i zrzuciły około 4 ton bomb na zgrupowania pancerno-motorowe.
Godło eskadry:
- Sokół w locie ze śmigłem w szponach na tle białego równoramiennego krzyża.

## 51 eskadra liniowa w okresie pokoju
27 maja 1925 8 eskadra wywiadowcza 2 pułku lotniczego przemianowana została na 23 eskadrę lotniczą. W 1928 jednostka podporządkowana została dowódcy nowo powstałego 5 pułku lotniczego, przebazowana z lotniska rakowickiego w Krakowie na lotnisko w Lidzie i przemianowana na 54 eskadrę liniową. 

Rozkazem Ministra Spraw Wojskowych, L.dz.2446/tj.-Org. z 7 lipca 1933 54 eskadra liniowa została rozwiązana, a na jej bazie utworzono 51 eskadrę liniową. Wyposażenie jednostki stanowiły samoloty Potez XXV. Jesienią 1933 eskadra przeniesiona została do Wilna na lotnisko Porubanek i włączona w skład detaszowanego dywizjonu lotniczego. 
Wiosną 1934 rozpoczęto szkolenie załóg w lotach na dalekie rozpoznanie, z wykonywaniem zdjęć pionowych. Piloci otrzymali spadochrony typu „Irvin”. Latem eskadra wzięła udział w ćwiczeniach zorganizowanych w okolicach Gniezna przez dowódcę  I Grupy Aeronautycznej. Ćwiczono zmiany alarmowe lotnisk, zespołowe starty, zbiórki powietrzne, loty w dużych formacjach i lądowania zespołowe.
W lecie 1935 załogi ćwiczyły bombardowanie bombami 50 kg. Przerabiano też zagadnienia związane ze współdziałaniem z oddziałami piechoty, artylerii i kawalerii. 

W 1936 eskadra sukcesywnie przezbrajana była w samoloty Potez XXV z silnikiem „Jupiter”. Do dyspozycji eskadry przekazano nowo wybudowany hangar z nowoczesnymi urządzeniami i pomieszczeniem dla odpraw załóg.
We wrześniu 1937 pododdział dyslokowany został ponownie do Lidy.  W październiku 1937 po raz kolejny przezbrojono eskadrę. Załogi otrzymały samoloty PZL.23 Karaś. Rozpoczęto intensywne szkolenie załóg na nowym typie samolotu.

 20 marca 1938 eskadra uczestniczyła w przelocie grupowym wszystkich polskich jednostek liniowych wzdłuż granicy polsko-litewskiej. W sierpniu i wrześniu załogi eskadry wzięły udział w manewrach broni połączonych na Wołyniu i Podolu, gdzie po raz pierwszy przeprowadzono, o dużym zakresie, ćwiczenia połączone z desantowaniem.
W połowie czerwca 1939 wcielono do eskadry 8 absolwentów Szkoły Podchorążych Lotnictwa w Dęblinie. W lecie eskadra odleciała do Krakowa na lotnisko Rakowice. Ćwiczono też nad Pustynią Błędowską. 
W sierpniu 1939 zarządzono mobilizację alarmową jednostki.
Eskadra mobilizowała się na lotnisku w Lidzie i 25 sierpnia osiągnęła gotowość bojową. Po mobilizacji przemianowana została na 51 eskadrę rozpoznawczą. Rzut naziemny, rozmieszczony początkowo w lasku w odległości 5 km od lotniska, 26 sierpnia przemieścił się na lotnisko rozdzielcze Horodno, a następnego dnia odjechał transportem kolejowym w rejon Ostrowi Mazowieckiej. 31 sierpnia został skierowany na lotnisko polowe Rynek.

Rano 31 sierpnia z Lidy na lotnisko Horodno odleciał rzut powietrzny eskadry. Przy lądowaniu kpr. pil. Majewski uszkodził samolot, a w „Karasiu” ppor. Zbuckiego stwierdzono przeciek paliwa w zbiornikach. Samoloty odesłano do parku lotniczego w Lidzie. Po kilku godzinach eskadra otrzymała rozkaz przesunięcia samolotów na lotnisko rozdzielcze Milewko. Podczas lądowania kpr. pil. Czerniawski wyłamał podwozie swojego samolotu. Wieczorem eskadra odleciała na lotnisko Rynek. Przy lądowaniu pchor. pil. Bagiński postawił samolot na silniku. Eskadra, jeszcze przed rozpoczęciem działań wojennych, straciła bezpowrotnie 3 samoloty bojowe.

## Działania 51 eskadry rozpoznawczej w kampanii wrześniowej

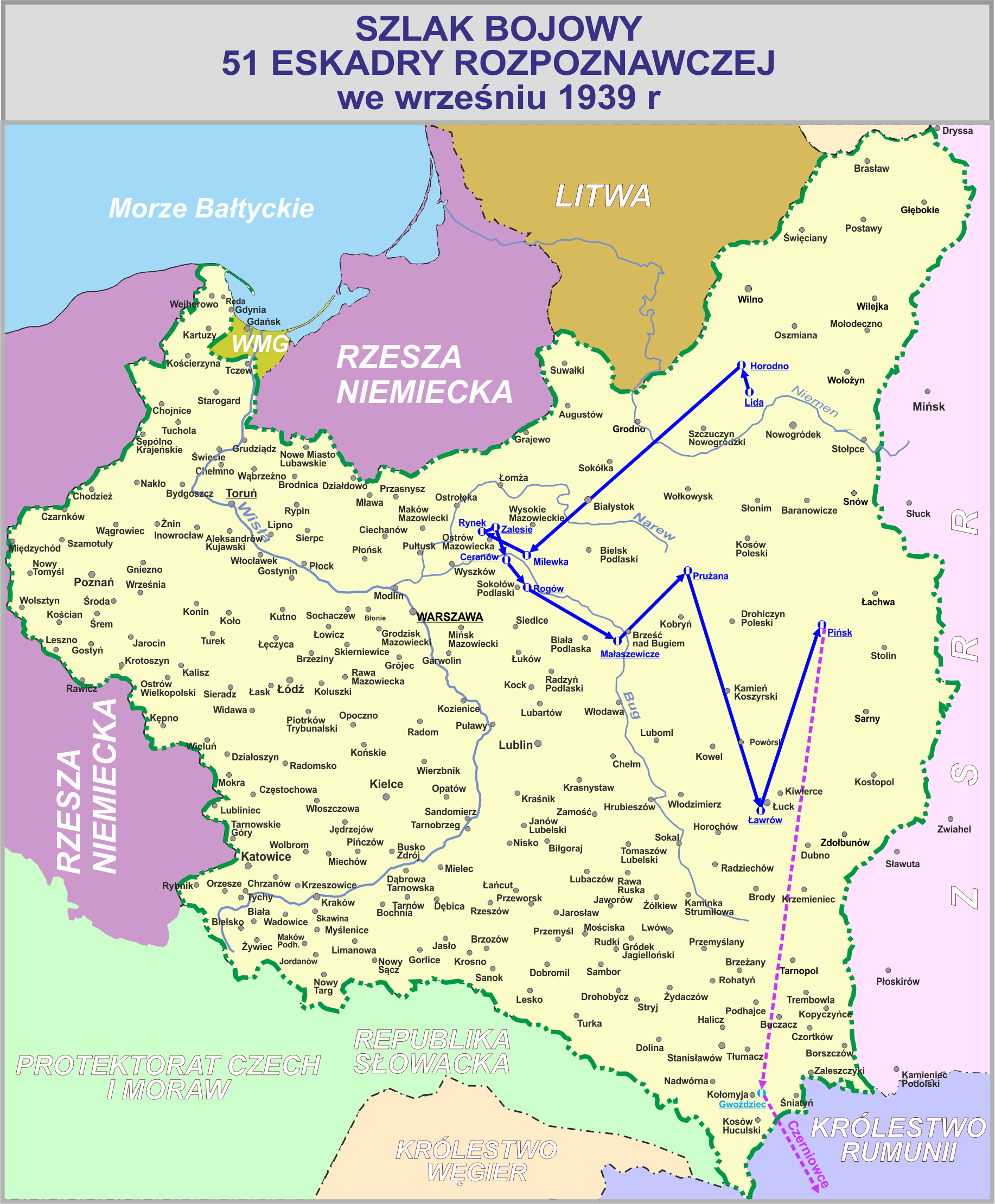

W kampanii wrześniowej 1939 jednostka początkowo walczyła w składzie lotnictwa SGO „Narew”. 
W składzie lotnictwa Samodzielnej Grupy Operacyjnej „Narew”
Rano 1 września, po przyjeździe z odprawy w sztabie lotnictwa SGO „Narew”, dowódca eskadry kpt. pil. Leopold Hrabkiewicz nakazał wykonanie dwóch lotów rozpoznawczych w pasie działania wojsk SGO. Przy starcie „Karaś” z załogą: por. obs. Jarkowski, kpr. pil. Majewski i kpr. strz. Salomon  spadł z kilku metrów na ziemię i rozbił się.  Lotnicy nie odnieśli obrażeń. Dwie godziny później wystartował por. Jarkowski z kpr. pil. Illaszewiczem, stwierdzając w rozpoznawanym obszarze kolumnę czołgów w marszu na Chorzele–Przasnysz. Załoga zrzuciła 4 bomby na skupisko niemieckich taborów w okolicach Olsztyna. W tym czasie kpt. Hrabkiewicz z pchor. Milanowskim wyszukiwali na RWD-8 terenów pod nowe lotniska eskadry.
Około południa lotnisko Rynek wykrył rozpoznawczy Dornier Do 17. Dowódca eskadry, bez porozumienia ze sztabem lotnictwa SGO, zdecydował przegrupować rzut powietrzny na lądowisko Zalesie. W sumie, po pierwszym dniu wojny, eskadra utraciła 50% etatowego stanu samolotów. Straty nie były związane z wykonywaniem zadań bojowych.

2 września przed południem ppor. obs. Zamor, kpr. pil. Miceli i st. szer. strz. Cander rozpoznali obszar Łomża–Biała Piska–Giżycko, a załoga pchor. obs. Cybulskiego z pchor. Milanowskim i kpr. strz. Zakrzewskim rejon  Myszyńca. Nie stwierdzono większych ruchów i skupisk wojsk niemieckich, a aktywność Luftwaffe była znikoma.

3 września klucz pod dowództwem por. Łaciny miał zbombardować kolumnę pancerną w Baranowie (niem. Hoverbeck – Prusy Wschodnie). Ze względu na podmokłe lotnisko nie zabrano pełnego ładunku bomb. W Baranowie nie zostano już zgrupowania pancernego, a bomby zrzucono na ostatni człon kolumny wychodzącej z Baranowa do Drążewa oraz składy amunicji pod Baranowem.

4 września eskadra realizowała rozkaz, otrzymany w dniu poprzednim, prowadzenia rozpoznania na głębokim zapleczu przeciwnika w rejonie Szczytna, Orzysza, Drygał. Gęsta mgła opóźniła start załóg. Wystartowali ppor. obs. Zbucki, kpr. pil. Micel i st. szer. strz. Cander, a po nich por. obs. Jarkowski z kpr. pil. Illaszewiczem i kpr. strz. Salomonem. 

Przebieg lotu tak odnotował ppor. Zbucki:

„[...] W rejonie Myszyńca dostaliśmy się w ogień dział różnego kalibru nieprzyjacielskiej OPL. Pilot manewrując samolotem uniknął trafień. Nadlatując w rejonie Piszu ponownie przywitał nas silny ostrzał z ziemi, ale najbardziej zaciekły ogień napotkaliśmy nad Białą Piską. Jeden z pocisków przebił gondolę, niszcząc oszklenie, a silny wiatr zerwał mi beret z głowy. Pilot klucząc wśród strumieni pocisków i odłamków skierował się na stację kol. Biała Piska, gdzie z lotu niskiego zrzuciłem bomby na transport kolejowy wyładowany samochodami i czołgami. Bombardowanie było skuteczne wzniecając ogień i panikę na stacji. W drodze powrotnej było raczej spokojnie, tylko przelatując nad polskimi pozycjami otrzymaliśmy słaby ogień od własnych oddziałów [...]”

Załoga por. Jarkowskiego wykonała rozpoznanie po osi Chorzele–Szczytno–Giżycko–Orzysz i powróciła do Zalesia, a zrobione fotografie dowódca eskadry przekazał do sztabu SGO. Sztab SGO „Narew” nie dość wnikliwie przeanalizował meldunki obu załóg i nadal nie zdawał sobie sprawy z zagrożenia, jakie wynikało z koncentracji jednostek niemieckiej 4 Armii na terenie Prus Wschodnich
.

5 września załoga por. Jarkowskiego rozpoznała oddziały zmotoryzowane wroga na szosie Chorzele–Przasnysz. Kolumna ta została zbombardowana na szosie Myszyniec–Kadzidło przez załogi por. Jarkowskiego, por. Łaciny oraz ppor. Zamora.  Po południu dowódca eskadry nakazał rzutowi powietrznemu we wczesnych godzinach rannych dnia następnego przebazować się do Ceranowa. 

6 września na rozpoznanie sytuacji na drogach Ostrołęka–Dylewo–Kadzidło–Myszyniec, Drażdżewo–Krasnosielec do rozwidlenia dróg Różan–Ostrołęka, wystartowali: pchor. obs. Łucki, pchor. pil. Milanowski i szer. strz. Zagórski. W rejonie Jednorożec-Krasnosielec wykryto kolumnę pancerną. Meldunek natychmiast przekazano do sztabu. Tymczasem do Zalesia przyjechał mjr pil. Stanisław Żarski ze sztabu lotnictwa SGO „Narew” z rozkazem natychmiastowego atakowania wykrytej kolumny. Ponieważ załogi były już w Ceranowie, a skład bomb jeszcze w Zalesiu, musiano przed bombardowaniem wylądować w Zalesiu, by pobrać bomby. Dlatego, zamiast lotu grupowego, dowódca eskadry wydał rozkaz: „Kto gotów-odlot!” i bombardowanie wykonano pojedynczymi samolotami.
W czasie dolotu w „Karasiu” pchor. Jaksztasa został uszkodzony zbiornik paliwa i wyrzutnik bombowy. Załoga zmuszona była do powrotu. Po drodze wyrzucono część bomb na niemieckie kolumny, a uszkodzony samolot lądował z 3 bombami na zablokowanych wyrzutnikach.
W czasie tej akcji załoga ppor. Zbuckiego musiała awaryjnie lądować, a samolot ostrzelany został przez niemieckie Ju-87. Załoga w całości dołączyła do eskadry 11 września. Nad celem został zestrzelony samolot pchor. Cybulskiego. Obserwator poległ, pilot ciężko ranny dostał się do niewoli, a strzelec nie dołączył już do eskadry. Pozostałe 3 załogi wróciły do Ceranowa, a rzut kołowy wyjechał o zmroku z Zalesia.

7 września eskadra lotów bojowych nie wykonywała. Maskowano lotnisko oraz wykonywano przeglądy techniczne 3 ocalałych samolotów. Dowódca eskadry wysłał do Zalesia 4 samochody pod dowództwem pchor. Łuckiego, by zabrać pozostawionych tam żołnierzy, materiały pędne oraz bomby.

8 września załogi por. Łaciny i ppor. Kowalskiego wykonały loty rozpoznawcze w rejonie Siemiatycz, Siedlec i Nura. Meldunki do sztabu dostarczył na samolocie RWD-8 pchor. Martusewicz. Po południu nad Ceranowem przeleciały trzy Dorniery i zrzuciły niecelnie bomby w pobliżu lotniska. Dowódca  eskadry nakazał przesunięcie rzutu kołowego do Rogowa. „Karasie” do Rogowa odleciały rano następnego dnia.

 9 września pchor. Martusewicz przywiózł rozkaz przegrupowania eskadry na lotnisko Małaszewicze. Samoloty odleciały po południu. W ten sposób eskadra zakończyła swoje działania na rzecz SGO „Narew”. W Rogowie pozostał tylko, będący w dyspozycji dowódcy lotnictwa SGO, pchor. Martusewicz. Lotnisko Małaszewicze, na skutek licznych bombardowań Luftwaffe, zostało zamienione w ruinę. Załogom „Karasi” z trudem udało się bezpiecznie wylądować na poboczu płyty lotniska. Noc lotnicy spędzili w wiejskiej zagrodzie.
Pod rozkazami Naczelnego Dowódcy Lotnictwa
11 września rzut powietrzny odleciał na lotnisko Prużana. W tym czasie rzut kołowy maszerował z Rogowa przez Dobromil–Siemiatycze–Bielsk Podlaski–Hajnówka–Prużana.

12 września do Prużan, wraz z rzutem kołowym, przybył dowódca eskadry i przyleciał również pchor. Martusewicz. Na odprawie oficerów kpt. Hrabkiewicz wydał następujące dyspozycje: por. Leopold Łacina pojedzie samochodem do Lidy i odbierze „Karasia” pozostawionego do naprawy, por. obs. Kaniak pojedzie z pocztą do Naczelnego Dowódcy Lotnictwa w Brześciu, a ppor. obs. Zamor poleci do Małaszewicz z zadaniem rozpoznania możliwości zaopatrzenia eskadry w paliwo. Niestety, żadna z powyższych dyspozycji nie została wykonana.
Komendant bazy nr 5 w Lidzie nie wydał por. Łacinie „Karasia”. Porucznik Łacina pozostał w Lidzie. Jadący do Brześcia por. Kaniak w Drohiczynie dostał się do niewol, a ppor. obs. Zamor z kpr. pil. Sawośko i kpr. mech. Mikołajczakiem, po zatankowaniu paliwa w Małaszewiczach, odleciał do Prużan. Gdy załoga stwierdziła, że lotnisko jest już ewakuowane, lądowano na lotnisku w Brześciu.
13 września rzut kołowy skierowany został do Łucka. Przyleciały też do Łucka „Karasie” por. obs. Jarkowskiego z  kpr. pil. Illaszewiczem i kpr. strz. Salomonem oraz pchor. obs. Łuckiego z kpr. pil. Gorczycą i szer. strz. Zagórskim. Z uwagi na zniszczenia, nakazano załogom wyszukać sobie lądowiska poza miastem. Po starcie por. Jarkowski wylądował w majątku Ławrów, a pchor. Łucki rozbił samolot przy lądowaniu około 8 km na płd. wschód od Łucka. Załoga rozbitego samolotu dołączyła do rzutu kołowego.

14 września załoga ppor. Zamora odleciała do Lidy.
Zgodnie z rozkazem Naczelnego Dowódcy Lotnictwa miała nastąpić tam reorganizacja 41. i 51 eskadry rozpoznawczej. Obie jednostki miały utworzyć nową eskadrę dalekiego rozpoznania pod dowództwem kpt. obs. Stanisława Sawczyńskiego. Ponieważ eskadry praktycznie nie posiadały już samolotów, rozkaz gen. Józefa Zająca o utworzeniu nowej jednostki nie doszedł do skutku.

15 września rzut kołowy eskadry z kpt. Hrabkiewiczem wyruszył do Łucka – miejsca koncentracji lotnictwa. Na lądowisku Ławrów oczekiwała bezskutecznie na rozkazy załoga por. Jarkowskiego.

16 września z Lidy na rozpoznanie wystartowała załoga por. obs. Łaciny z kpr. pil. Sawośko, a jako strzelec poleciał ppor. obs. Zamor. Polacy zaskoczyli pod Białymstokiem niemiecką kolumnę zmotoryzowaną, obrzucając ją bombami i ostrzeliwując z lotu niskiego. Zmasowany ogień przeciwlotniczy uszkodził dętkę lewego koła i samolot przy lądowaniu „stanął na śmigle”. Mechanicy przywrócili samolotowi sprawność techniczną i był już gotów do lotu w dniu następnym.

17 września z Lidy ponownie wystartowała załoga por. obs. Łaciny z plut. pil. Borysem i por. obs. Radatzem. Kilka minut po starcie nastąpił wybuch i samolot w płomieniach spadł na ziemię. Załoga zginęła. Po południu ppor. Zamor wykonał na samolocie RWD-8 lot pocztowy do dowódcy Samodzielnej Grupy Operacyjnej „Polesie”. Lądując na nieoświetlonym lotnisku w Lidzie samolot zahaczył o drzewo i rozbił się. Załoga nie odniosła obrażeń.
18 września maszerujący rzut kołowy eskadry dowodzony przez ppor. obs. Kowalskiego został otoczony przez oddziały Armii Czerwonej, rozbrojony i internowany. W tym czasie dowódca eskadry przebywał u komendanta garnizonu w Tarnopolu. Niewoli uniknął tylko personel przewożony autobusem dowodzonym przez pchor. Łuckiego, któremu udało się doprowadzić autobus przez Beresteczko–Halicz–Stanisławów–Delatyn–Jaremcze do przełęczy Jabłonowskiej i 19 września przekroczyć granicę polsko-węgierską.
Por. Jarkowski, nie doczekawszy się rozkazów na lądowisku Ławrów, odleciał na lotnisko Wielick, tam zatankował samolot i poleciał do Dziurowa koło Kut. W Dziurowie uzyskał informacje o rozkazie przelotu do Czerniowiec w Rumunii. W Czerniowcach jedyny sprawny samolot 51 eskadry rozpoznawczej wylądował w godzinach wieczornych 18 września 1939.

## Żołnierze jednostki
| Stopień, imię i nazwisko      | okres pełnienia służby | kolejne stanowisko |
| ----------------------------- | ---------------------- | ------------------ |
| kpt. pil. Ignacy Skorobohaty  | 1933 – VIII 1934       |                    |
| kpt. pil.Tadeusz Jabłoński    | VIII 1934 – XI 1937    |                    |
| kpt. pil. Janusz Araszkiewicz | p.o. VI 1935 – IX 1937 |                    |
| kpt. pil. Jerzy Patek         | XI 1937 – VIII 1938    |                    |
| kpt. pil. Paweł Kaczmarczyk   | IX 1938 – VIII 1939    |                    |
| kpt. pil. Leopold Hrabkiewicz | VIII 1939              |                    |

| stanowisko         | stopień, imię i nazwisko  | przydział we wrześniu 1939 |
| ------------------ | ------------------------- | -------------------------- |
| dowódca eskadry    | kpt. Marian Sukniewicz    |                            |
| oficer taktyczny   | por. Leopold Łacina       | oficer taktyczny eskadry   |
| oficer techniczny  | ppor. Edmund Tomanek      |                            |
| starszy obserwator | por. Hieronim Kulbacki    |                            |
| piloci             | ppor. Stanisław Ateński   | obserwator                 |
| piloci             | ppor. Zygmunt Grażyński   | oficer techniczny eskadry  |
| obserwatorzy       | ppor. Kazimierz Wieliczko |                            |
| obserwatorzy       | ppor. Nikodem Koziński    |                            |

| stanowisko            | stopień, imię i nazwisko              | dalsze losy                  |
| --------------------- | ------------------------------------- | ---------------------------- |
| dowódca eskadry       | kpt. pil. Leopold Hrabkiewicz         | Polskie Siły Powietrzne      |
| oficer taktyczny      | por. obs. Leopold Łacina              | † 17 IX 1939                 |
| lekarz eskadry        | ppor. lek. Michał Kulikowski          |                              |
| oficer techn. eskadry | ppor. techn. Zygmunt Grażyński        |                              |
| szef mechaników       | st. majster wojsk. Stanisław Kotański |                              |
| szef adm. eskadry     | st. sierż. Józef Wieczorek            |                              |
| obserwatorzy          | por. Bolesław Jarkowski               |                              |
| obserwatorzy          | por. Tadeusz Kaniak                   |                              |
| obserwatorzy          | por. Witold Ratyński                  |                              |
| obserwatorzy          | ppor. Stanisław Ateński               | Polskie Siły Powietrzne      |
| obserwatorzy          | ppor. Tadeusz Kowalski                |                              |
| obserwatorzy          | ppor. Alfons Zamor                    |                              |
| obserwatorzy          | ppor. Zygmunt Zbucki                  |                              |
| obserwatorzy          | pchor. Jan Cybulski                   |                              |
| obserwatorzy          | pchor. Ludwik Jaksztas                |                              |
| obserwatorzy          | pchor. Jan Łucki                      |                              |
| obserwatorzy          | pchor. Tadeusz Martusewicz            |                              |
| obserwatorzy          | pchor. Włodzimierz Żegadło            |                              |
| piloci                | ppor. Czesław Bagiński                | † między 4 a 7 IV 1940 Katyń |
| piloci                | pchor. Zenon Milanowski               |                              |
| piloci                | pchor. Józef Ryński                   |                              |
| piloci                | plut. Władysław Borys                 | †17 IX 1939                  |
| piloci                | kpr. Edward Aniśko                    |                              |
| piloci                | kpr. Stanisław Czerniawski            | Polskie Siły Powietrzne      |
| piloci                | kpr. Tadeusz Gorczyca                 | Polskie Siły Powietrzne      |
| piloci                | kpr. Władysław Illaszewicz            | Polskie Siły Powietrzne      |
| piloci                | kpr. Włodzimierz Majewski             |                              |
| piloci                | kpr. Ferdynand Micel                  | Polskie Siły Powietrzne      |
| piloci                | kpr. Piotr Strycharek                 | Polskie Siły Powietrzne      |
| piloci                | kpr. Michał Wasilczuk                 | Polskie Siły Powietrzne      |
| strzelcy pokładowi    | kpr. Czesław Horbatowski              |                              |
| strzelcy pokładowi    | kpr. Bolesław Salomon                 |                              |
| strzelcy pokładowi    | kpr. Władysław Zakrzewski             |                              |
| strzelcy pokładowi    | st. szer. Witold Cander               |                              |
| strzelcy pokładowi    | st. szer. Dionizy Maciążek            |                              |
| strzelcy pokładowi    | st. szer. Jan Naruk                   |                              |
| strzelcy pokładowi    | st. szer. Józef Zawistowski           |                              |
| strzelcy pokładowi    | szer. Czesław Matoszko                |                              |
| strzelcy pokładowi    | szer. Kazimierz Paszkowski            |                              |
| strzelcy pokładowi    | szer. Bolesław Sidor                  |                              |
| strzelcy pokładowi    | szer. Wiktor Taraszkiewicz            |                              |
| strzelcy pokładowi    | szer. Zygmunt Turuta                  |                              |
| strzelcy pokładowi    | szer. Michał Zagórski                 |                              |

## Samoloty eskadry
W 1939 eskadra dysponowała 7 samolotami PZL.23B Karaś i 1 samolotem RWD-8.

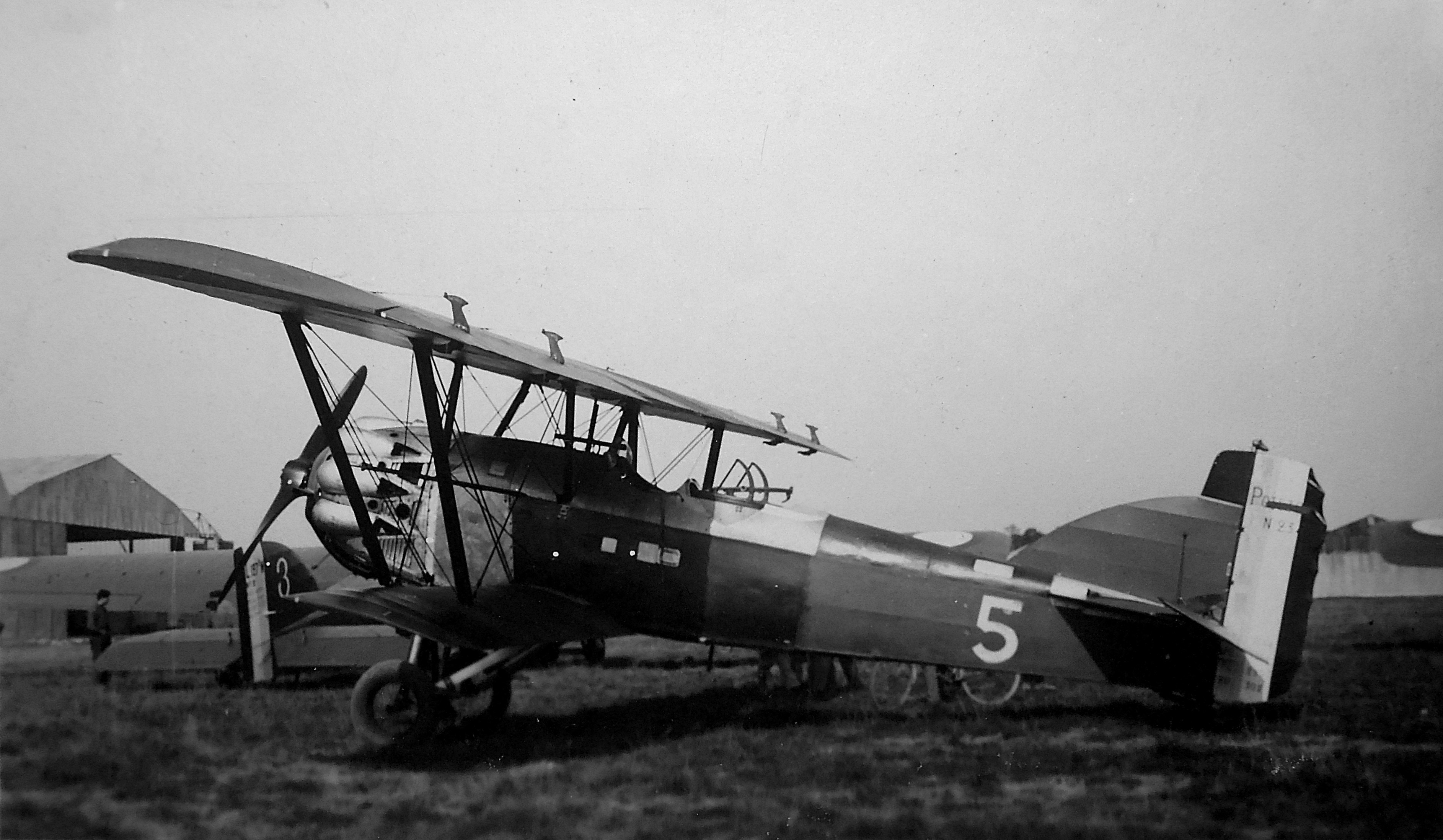
Potez XXV
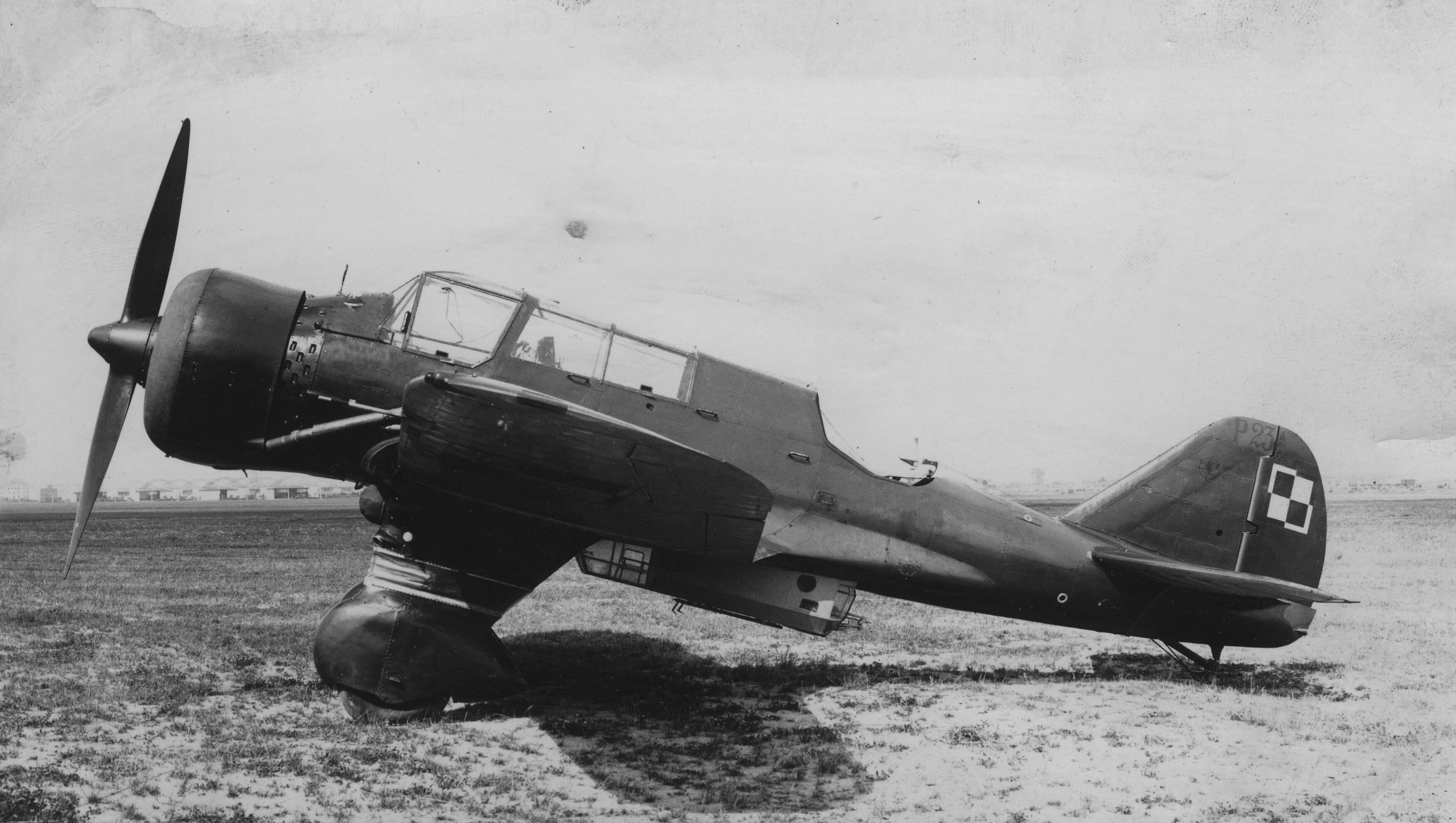
PZL.23 Karaś
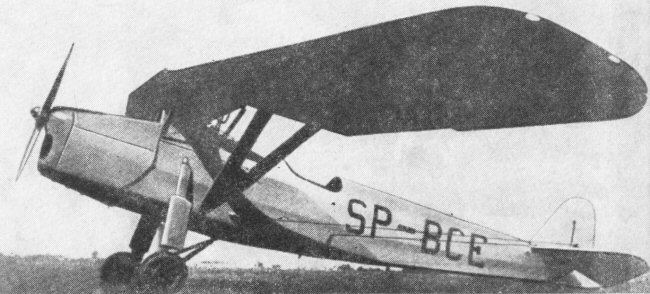
RWD-8

| Schemat zmian organizacyjnych eskadry                            |                      |                  |                       |                 |                       |                       |                 |                     |                 |                    |                 |                    |             |                         |             |
| Nazwy jednostki i daty sformowania, przeformowań i rozformowania |                      |                  |                       |                 |                       |                       |                 |                     |                 |                    |                 |                    |             |                         |             |
| I 1919                                                           | 1 eskadra łącznikowa | III 1919         | 8 eskadra wywiadowcza | I 1921          | 8 eskadra wywiadowcza | 8 eskadra wywiadowcza | 1925            | 23 eskadra lotnicza | VII 1928        | 54 eskadra liniowa | VII 1933        | 51 eskadra liniowa | VIII 1939   | 51 eskadra rozpoznawcza | IX 1939     |
|                                                                  |                      | I Grupa Lotnicza | I Grupa Lotnicza      | 1 pułk lotniczy | 1 pułk lotniczy       | 2 pułk lotniczy       | 2 pułk lotniczy | 2 pułk lotniczy     | 5 pułk lotniczy | 5 pułk lotniczy    | 5 pułk lotniczy | 5 pułk lotniczy    | SGO „Narew” | SGO „Narew”             | SGO „Narew” |